# Thijs Libregts

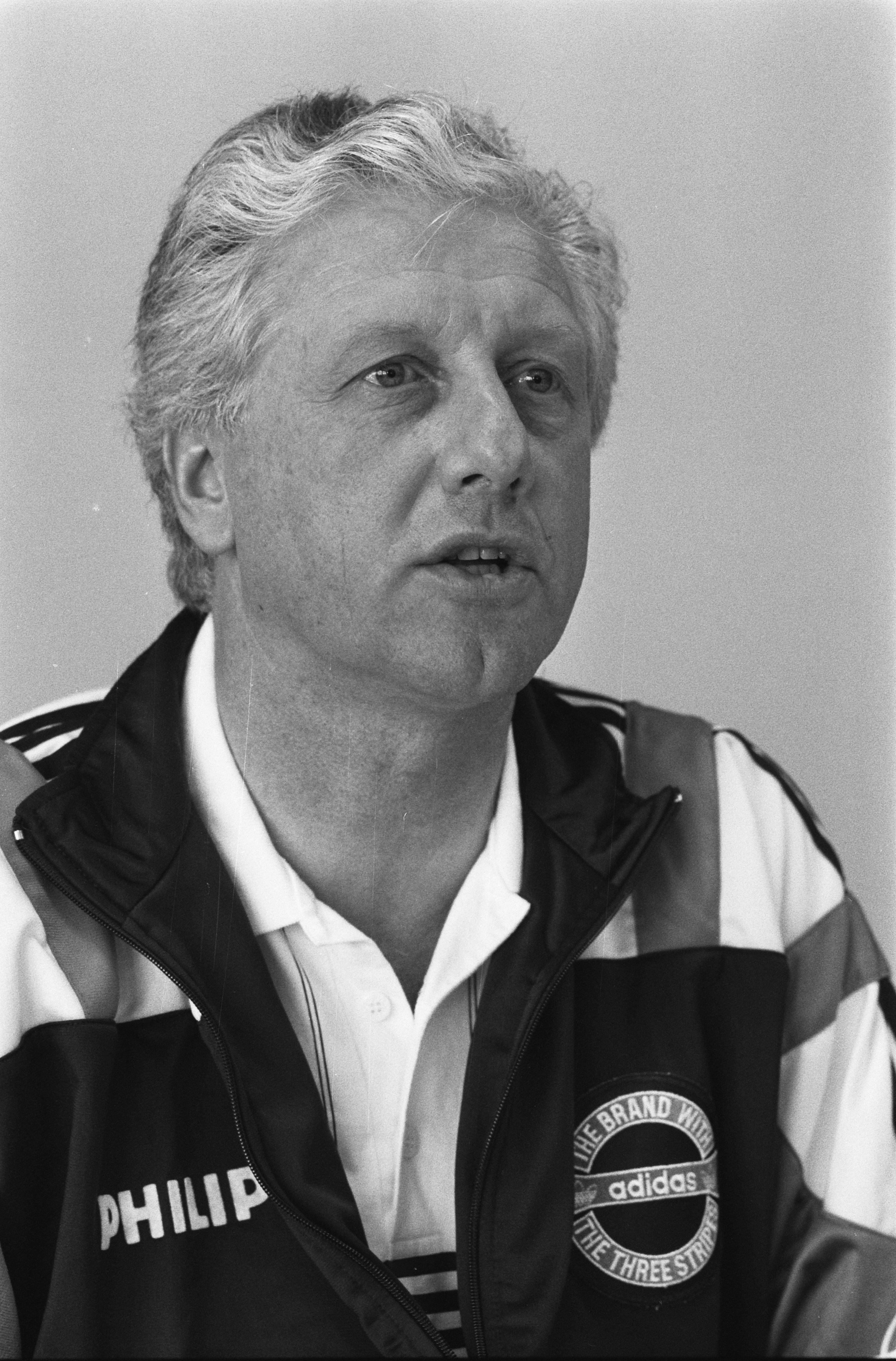
Thijs Libregts, 1989

Thijs Libregts (* 4. Januar 1941 in Rotterdam) ist ein ehemaliger niederländischer Fußballspieler und -trainer.

## Karriere als Spieler
Libregts erste Station als Profi war Excelsior Rotterdam, wo er von 1958 bis 1962 spielte. Danach wechselte er zum größeren Rotterdamer Verein Feyenoord, dem er bis 1968 erhalten blieb. Schließlich kehrte er wieder zu seinem Stammverein Excelsior zurück, wo er bis 1972 spielte und anschließend seine Karriere beendete.

## Karriere als Trainer
Libregts erste Trainerstation war Excelsior Rotterdam, wo er von 1975 bis 1980 trainierte. Danach wechselte er zur PSV Eindhoven, den er bis zur Saison 1982/83 betreute. Danach wechselte er zu Feyenoord Rotterdam, wo er in der Saison 1983/84 Meister und Pokalsieger wurde. Im November 1984 wechselte er nach Griechenland zu Aris Saloniki, wo er bis 1986 blieb. Sein nächster Verein war in der Saison 1986/87 PAOK Saloniki, wo er nur bis Dezember 1987 blieb. Nach einem kurzen Zwischenstopp bei Olympiakos Piräus kehrte er 1988 in die Niederlande zurück und übernahm die niederländische Nationalmannschaft, die er von 1988 bis 1989 betreute. Mit diesem Team überstand er ungeschlagen die Qualifikation für die Weltmeisterschaft 1990 in Italien. Anfang 1990 wurde er jedoch von Leo Beenhakker abgelöst, der die Mannschaft dann auch bei der Endrunde coachte.
Da er sich bei PAOK Saloniki in Griechenland einen Namen gemacht hatte, kam er wieder zurück nach Griechenland. Von 1991 bis 1994 war er Trainer bei Iraklis Saloniki und von 1994 bis 1995 Trainer bei Olympiakos Piräus. Nachdem er bei Piräus entlassen worden war, führte sein Weg zu den „Super Eagles“ nach Nigeria.
Von August 1998 bis Oktober 1999 arbeitete er mit der Nationalmannschaft von Nigeria. Nachdem er 2 Jahre ohne Verein war, übernahm er im Oktober 2001 den Grazer AK, welchen er bis August 2002 betreute und zu einem Cupsieg, sowie zum Sieg im Supercup führte. Im August wurde er von Walter Schachner ersetzt. Seitdem hat er keine Mannschaft mehr betreut.

## Familie
Thijs Libregts ist der Vater des Fußballspielers und -trainers Raymond Libregts sowie der Wasserballspielerin Patricia Libregts.